# Studna u Lužné
Studna u Lužné je přírodní rezervace, byla vyhlášena v roce 1997 a nachází se u obce Bříza. Důvodem ochrany je soustava rybníků a přilehlých luk a lesů v povodí Lesního potoka.

## Popis oblasti
Nejzajímavějším prvkem místních borových lesů je šicha černá (Empetrum nigrum), rostoucí obvykle ve vyšších polohách. Důležitým místem rezervace je rašelinná tůňka na jižním okraji území, u které roste několik ohrožených a chráněných druhů rostlin, včetně čtyř druhů masožravých bublinatek (Utricularia) a rosnatky okrouhlolisté (Drosera rotundifolia).
Mezi vzácné druhy ptáků, které v oblasti sice nehnízdí, ale jsou zde spatřováni, patří čáp černý (Ciconia nigra), orel mořský (Haliaeetus albicilla) nebo volavka bílá (Ardea alba). Mezi hnízdící druhy patří labuť velká (Cygnus olor) či vzácnější druh kachny kopřivka obecná (Mareca strepera) a polák velký (Aythya ferina). Mezi menší druhy ptáků v oblasti patří ledňáček říční (Alcedo atthis) a králíček obecný (Regulus regulus). Z obojživelků lze jmenovat skokana ostronosého (Rana arvalis).